# 1002 w polityce

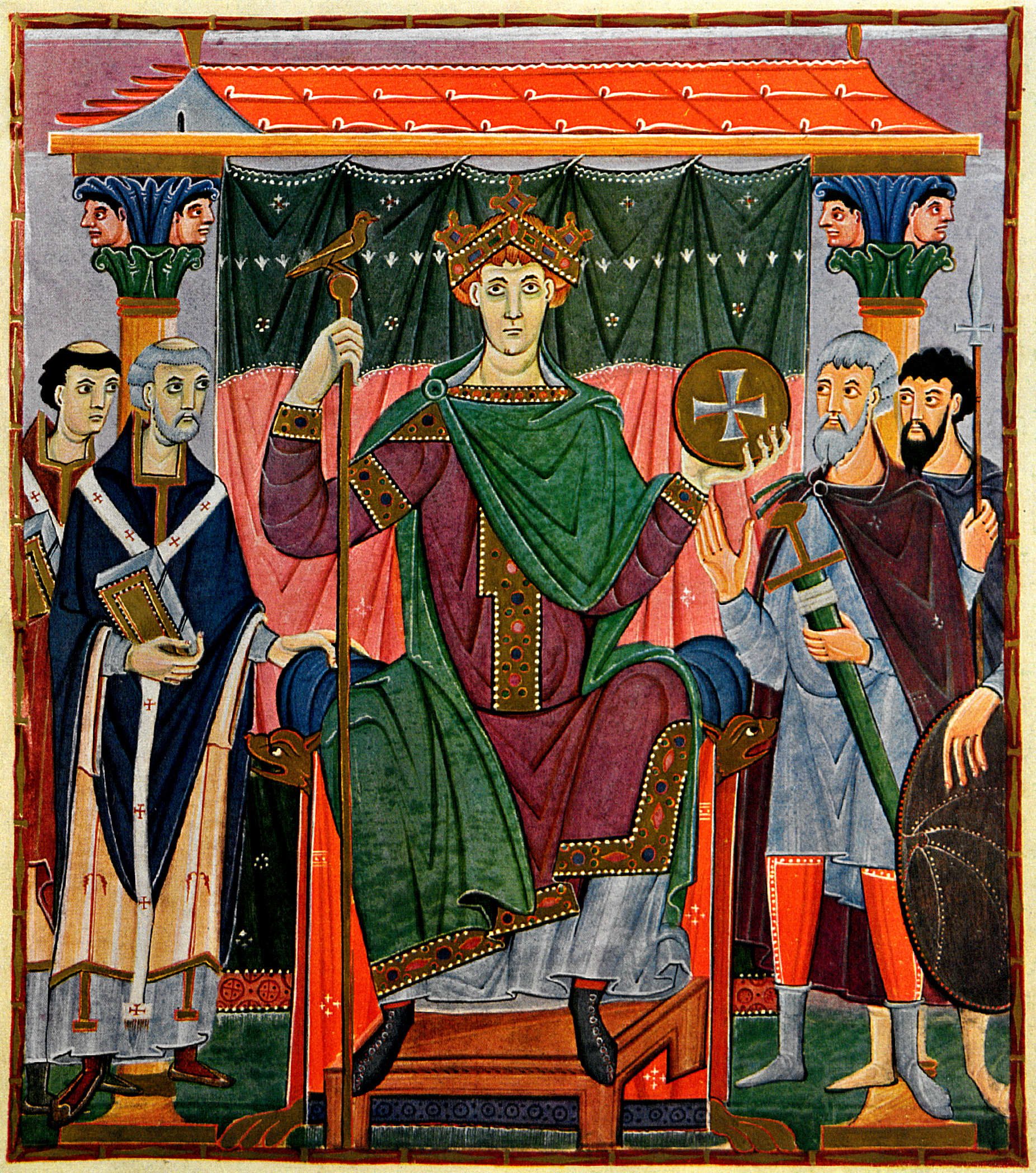
Otton III, cesarz rzymski

Wydarzenia polityczne w 1002 roku.

## Wydarzenia
- Brian Bóruma ogłosił się królem całej Irlandii[1].
- 23 stycznia Henryk II Święty zostaje królem Niemiec[2].
- 24 lipca, Merseburg, Henryk II Święty potwierdza przynależność lenną do Polski Milska i Łużyc, nakazując zwrot Miśni[3].

## Urodzili się
- Bruno, hrabia Egisheim-Dagsburg, zostaje papieżem.

## Zmarli
- 24 stycznia Otton III, cesarz rzymski[4].
- 8 sierpnia Al-Mansur Ibn Abi Aamir (Almanzor), władca muzułmańskiego państwa na Półwyspie Iberyjskim[4].